# Пирс Сити (Мисури)
Пирс Сити (енгл. Pierce City) град је у америчкој савезној држави Мисури.

## Демографија
По попису из 2010. године број становника је 1.292, што је 93 (-6,7%) становника мање него 2000. године.
| Група             | 2000.         | 2010.         |
| Белци             | 1.327 (95,8%) | 1.203 (93,1%) |
| Афроамериканци    | 3 (0,2%)      | 0 (0,0%)      |
| Азијати           | 0 (0,0%)      | 3 (0,2%)      |
| Хиспаноамериканци | 14 (1,0%)     | 60 (4,6%)     |
| Укупно            | 1.385         | 1.292         |